# 毛利元功
毛利 元功 （もうり もといさ）は、周防徳山毛利家の第10代当主、子爵。長府藩主・毛利元運の八男。養父は最後の徳山藩主・毛利元蕃。初名は就右。

## 生涯
嘉永4年（1851年）4月3日、長府藩主・毛利元運の八男として江戸日ヶ窪の長府藩邸で生まれる。安政6年（1859年）11月30日、徳山藩主・毛利元蕃の養嗣子となる。文久元年（1861年）1月15日、毛利就右と名乗る。慶応3年（1867年）10月18日、毛利元功と改名する。この年、養父・元蕃の名代として藩兵を率いて上京する。
慶応4年（1868年）1月、鳥羽伏見で幕府軍と戦い功を挙げる。慶応4年（1868年）2月20日、英国留学の勅許を得、3月3日に兵庫から乗船し、閏4月29日にロンドンに到着する。兵庫出発後、4月2日付で従五位下を叙せられ、大和守に任じられる。また、9月2日、留守中に家督相続の命を拝する。
明治6年（1873年）7月24日、帰国し、その後は東京で種々の公共事業に尽力する。明治17年（1884年）7月8日、華族に列して子爵を授けられる。明治18年（1885年）7月13日、勲四等に叙せられる。ついで累進して従三位勲三等に叙せられる。明治33年（1900年）8月8日、東京赤坂の霊南坂邸で病死。享年50。同日に次男の毛利元秀が家督を相続する。

## 栄典
- 1887年（明治20年）9月29日 - 銀製黄綬褒章[1]
- 1900年（明治33年）8月4日 - 従三位、勲三等瑞宝章[2]